# Афанасово (Череповецкий район)
Афанасово — деревня в Череповецком районе Вологодской области.
Входит в состав Югского сельского поселения (с 1 января 2006 года по 8 апреля 2009 года входила в Сурковское сельское поселение), с точки зрения административно-территориального деления — в Батранский сельсовет.
Расстояние до районного центра Череповца по автодороге — 40 км, до центра муниципального образования Нового Домозерова по прямой — 18 км. Ближайшие населённые пункты — Яковлево, Барское Поле, Батран, Покровское.
По переписи 2002 года население — 152 человека (73 мужчины, 79 женщин). Преобладающая национальность — русские (99 %).